# Bachem (Bad Neuenahr-Ahrweiler)
Bachem ist ein Stadtteil und Ortsbezirk der Stadt Bad Neuenahr-Ahrweiler im Landkreis Ahrweiler in Rheinland-Pfalz.
Der historische Weinort liegt zwischen Ahrweiler und Bad Neuenahr auf der rechten Ahrseite. Der Ort ist besonders bekannt durch den Anbau von Frühburgunder. Bachem gehörte von jeher zur Stadt Ahrweiler, die seit 1969 mit dem benachbarten Neuenahr die Stadt Bad Neuenahr-Ahrweiler bildet.

## Geschichte
Funde aus der Steinzeit bis zur Römerzeit belegen die jahrtausendealte Tradition dieses Wohnplatzes. Die erste urkundliche Erwähnung erfolgte 798. Um 1170 begründet Gottfried das Geschlecht der Ritter von Bachem. Seit dem 12. Jahrhundert ist rund um Bachem der Weinbau nachgewiesen. Für 1353 ist eine Brücke zum auf der anderen Ahrseite liegenden Dorf Hemmessen urkundlich erwähnt.
Bachem war seit dem 15. Jahrhundert fast 400 Jahre lang Streitobjekt zwischen der Stadt Ahrweiler und Wadenheim, einem der drei Dörfer, aus denen später Bad Neuenahr entstand. 1667 wütete die Pest in Bachem. In Bachem standen zwei Burgen, die von einheimischen Rittergeschlechtern erbaut wurden, die Ahrburg und die Himmelsburg. Beide Burgen wurden zum Ende des Dreißigjährigen Krieges zerstört.
Bachem ist bekannt als Weinort. Auf 6 ha wird Frühburgunder angebaut, was 23 % des an der Ahr angepflanzten Frühburgunders entspricht. 1878 wurde der Winzerverein Bachem gegründet, der 1971 mit der heutigen Dagernova Weinmanufaktur fusionierte.

## Sehenswürdigkeiten
Der Zeitraum der Erbauung der St. Leonarduskapelle – ein unverputzter romanisierender Bruchsteinbau – ist nicht genau bekannt. Im Stadtarchiv finden sich Rechnungen von 1585 bis 1678 über dringende Reparaturarbeiten. Am 27. Februar 1716 wurde die Kapelle neu geweiht. Sehenswert ist der Altar aus dem Jahr 1716. Von 1924 bis 1927 wurde das Bauwerk erneut restauriert. Die eingestürzte Decke wurde durch ein Tonnengewölbe ersetzt. Vermutlich aus 1220 stammt die St. Anna-Kapelle, die 1285 erstmals als Marienkapelle erwähnt wurde. Eine dritte Kapelle hoch oben im Bachemer Tal heißt Lourdes-Kapelle und führt ihren Ursprung auf das Versprechen einer glücklichen Heimkehr eines Bachemers aus dem Zweiten Weltkrieg zurück.
Das Bachemer Backhaus stammt aus dem Jahr 1650. Im Erdgeschoss als Gemeindebackhaus genutzt, hat es im Obergeschoss einen Feierraum, der von 1828 bis 1848 als Dorfschule, später als Jugendheim diente und seit 1978 ein sehenswertes Weinmuseum beherbergt.

## Politik

### Ortsbezirk
Bachem ist einer von zehn Ortsbezirken der Stadt Bad Neuenahr-Ahrweiler. Der Stadtteil wird von einem Ortsbeirat sowie einem Ortsvorsteher vertreten.

### Ortsbeirat
Der Ortsbeirat besteht aus sechs Mitgliedern, die bei der Kommunalwahl am 9. Juni 2024 in einer personalisierten Verhältniswahl gewählt wurden, und dem ehrenamtlichen Ortsvorsteher als Vorsitzendem.
Die Sitzverteilung im Ortsbeirat:
| Wahl | SPD | CDU | Gesamt  |
| ---- | --- | --- | ------- |
| 2024 | 2   | 4   | 6 Sitze |
| 2019 | 2   | 4   | 6 Sitze |
| 2014 | 2   | 4   | 6 Sitze |
| 2009 | 2   | 4   | 6 Sitze |

### Ortsvorsteher
Ulrich Stieber (CDU) wurde am 21. August 2019 erneut Ortsvorsteher von Bachem, nachdem er dieses Amt bereits von 1989 bis 2004 ausgeübt hatte. Bei der Direktwahl am 26. Mai 2019 war er mit einem Stimmenanteil von 61,63 % gewählt worden. Bei der Direktwahl am 9. Juni 2024 wurde er als einziger Bewerber mit 84,2 % für weitere fünf Jahre in seinem Amt bestätigt.
Stiebers Nachfolger und Vorgänger Georg Schikowski (CDU) hatte das Amt von 2004 bis 2019 inne.